# Сахарнянський монастир
Сахарнянський Святотроїцький монастир — чоловічий монастир Кишинівської єпархії Російської православної церкви поблизу села Сахарна Резінського району Молдови.
Обитель розташована на трьох уступах, що піднімаються один над іншим і з усіх боків оточена частково голими, а часково лісистими горами.
До монастирського комплексу входять дві церкви — зимова Успенська і літня Святотроїцька, будинок настоятеля, трапезна з кухнею і пекарнею, і флігелі з келіями.

## Історія
Монастир був заснований в 1776 році ченцем Варфоломієм Криворучко на місці старого скиту, який виник у XVI–XVII століттях. Існує легенда, згідно з якою скит побудований на місці, де одному з ченців з'явився на скелі лик Богородиці, який світився. Дійшовши до скелі, чернець виявив в камені слід босої ноги, що було сприйнято ним як знак святості місця, і через деякий час недалеко від скелі був закладений скит. З часом він обріс будівлями, здебільшого дерев'яними, і тільки в XIX столітті, після перетворення скиту в монастир, вони були замінені кам'яними.
Монастир знову відкритий в 1991 році.

## Пам'ятки монастиря

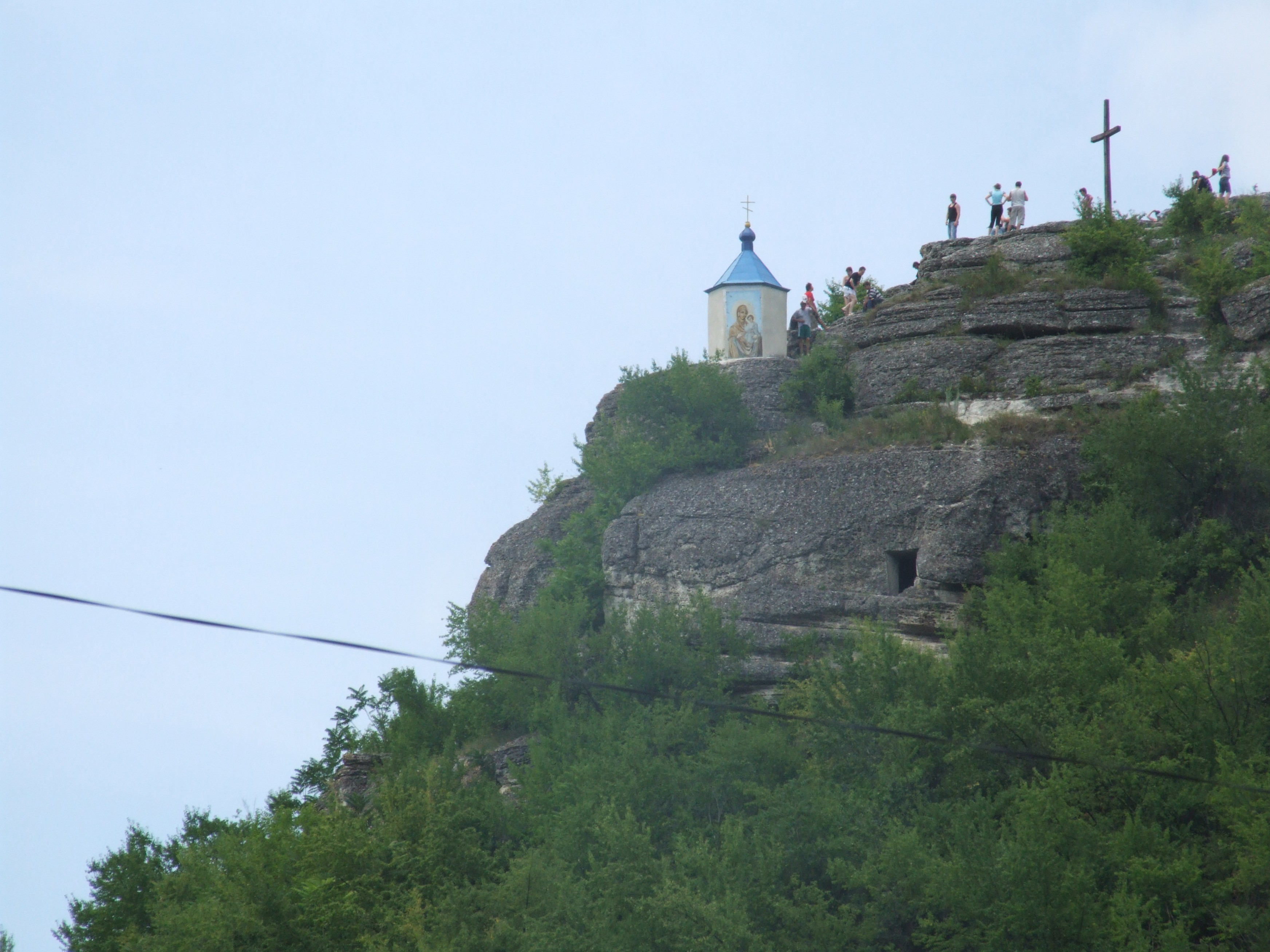
Каплиця

- Слід Божої Матері. На цьому місці побудована каплиця;
- Мощі святого Макарія, єдині в Молдові;
- Ікона Богоматері, на щоці якої в 2000 році, за запевненням священників, чудовим чином проявився образ Спасителя;
- Купальня, яка, за розповідями, дарує лікування від хвороб, безпліддя і таке інше.
- Старовинний, скельний, монастир. Зараз не діє.

## Монастир на монеті
Національний банк Молдови 25 грудня 2000 року випустив в обіг як платіжний засіб та в нумізматичних цілях срібну пам'ятну монету якості пруф із серії «Монастирі Молдови» — Монастир Сахарна, номіналом 50 лей.
В центрі — рельєфне зображення монастиря з фрагментами пейзажу; У верхній частині, по колу монети — заголовними буквами викарбувано напис «MĂNĂSTIREA SAHARNA».

## Галерея

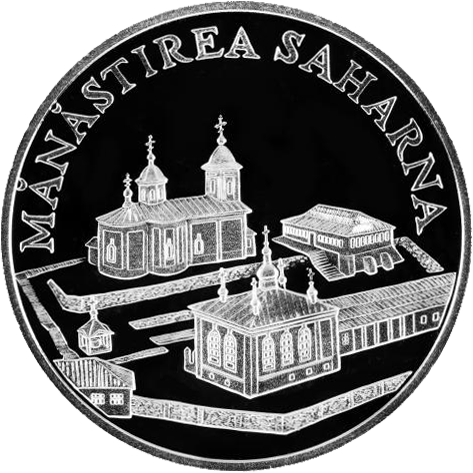
Монета з зображенням монастиря
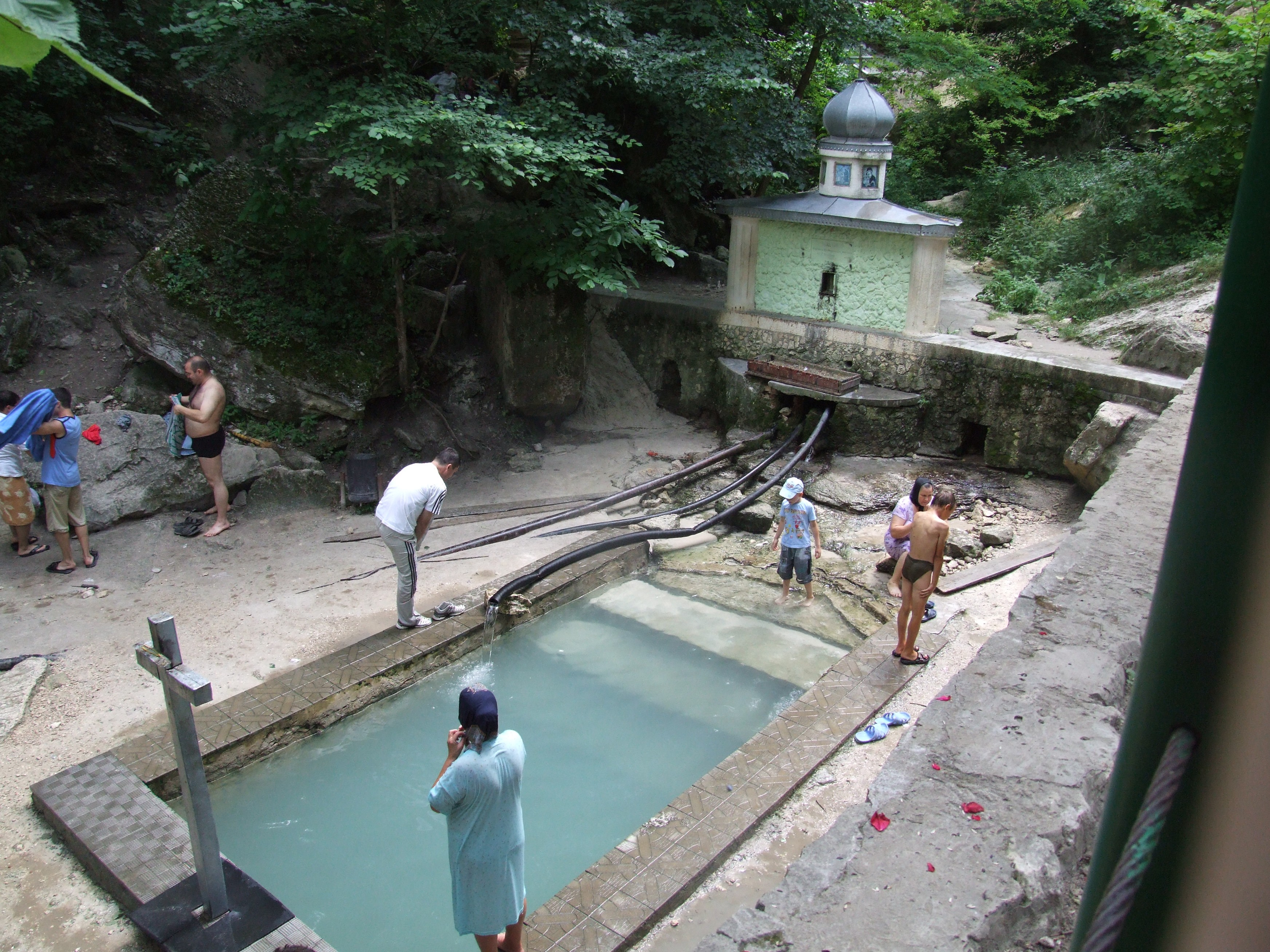
Купальня
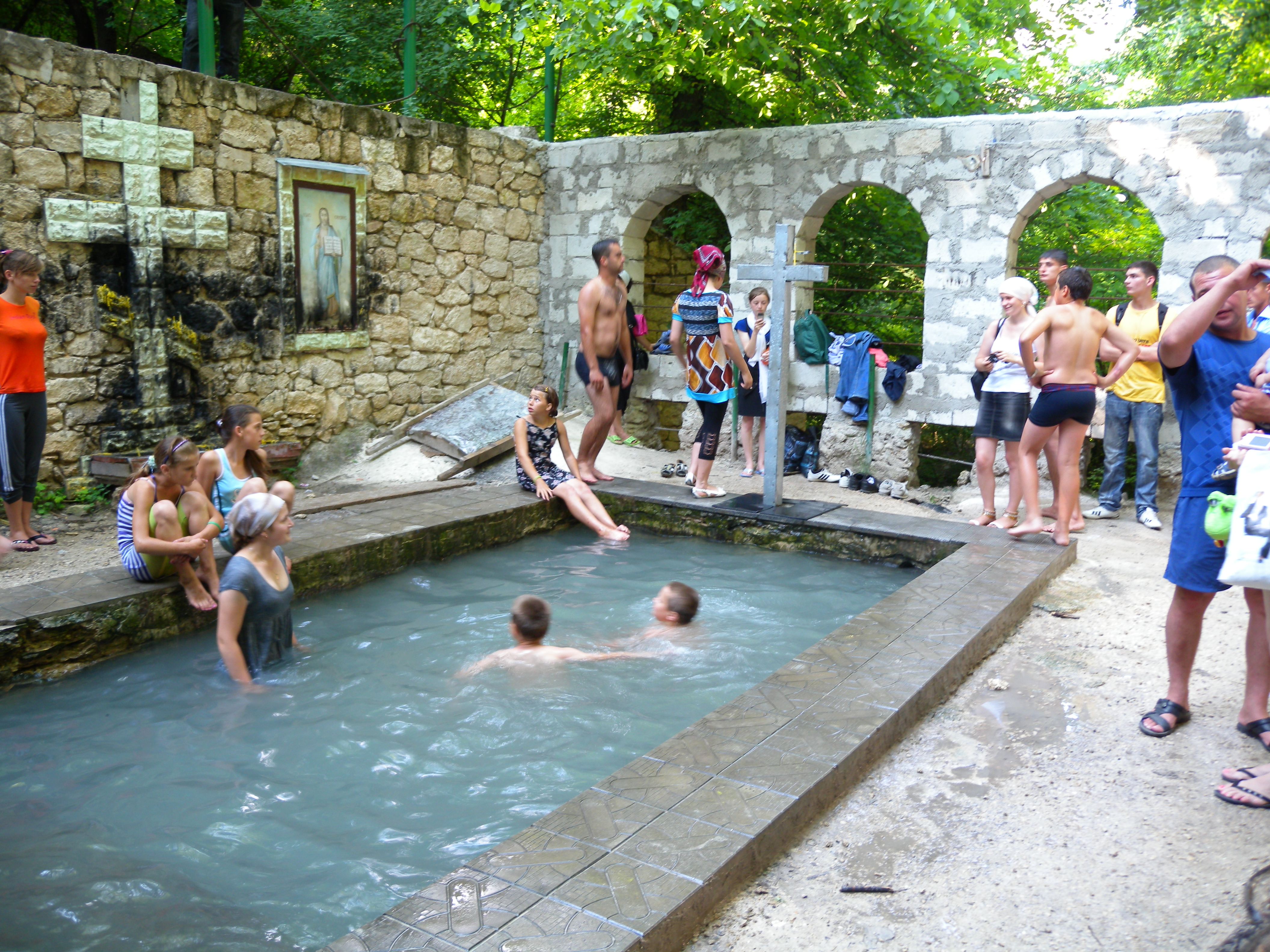
Купальня
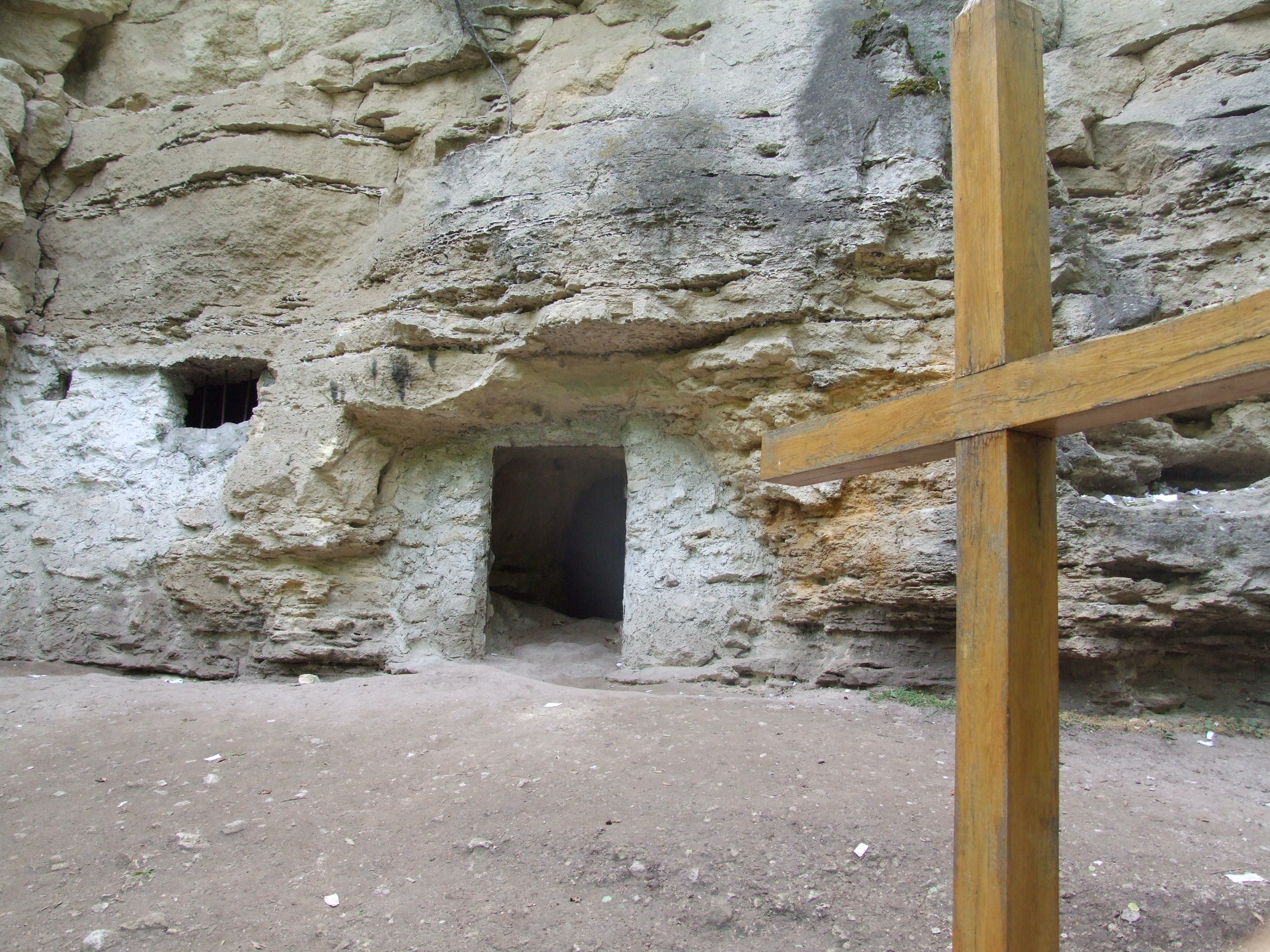
Скельний монастир
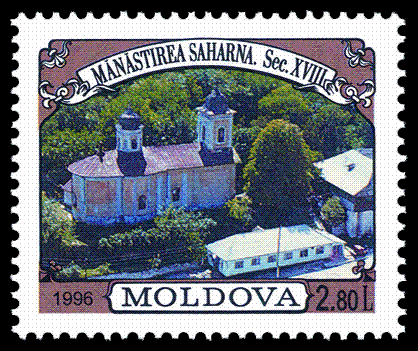
Монастир на поштовій марці
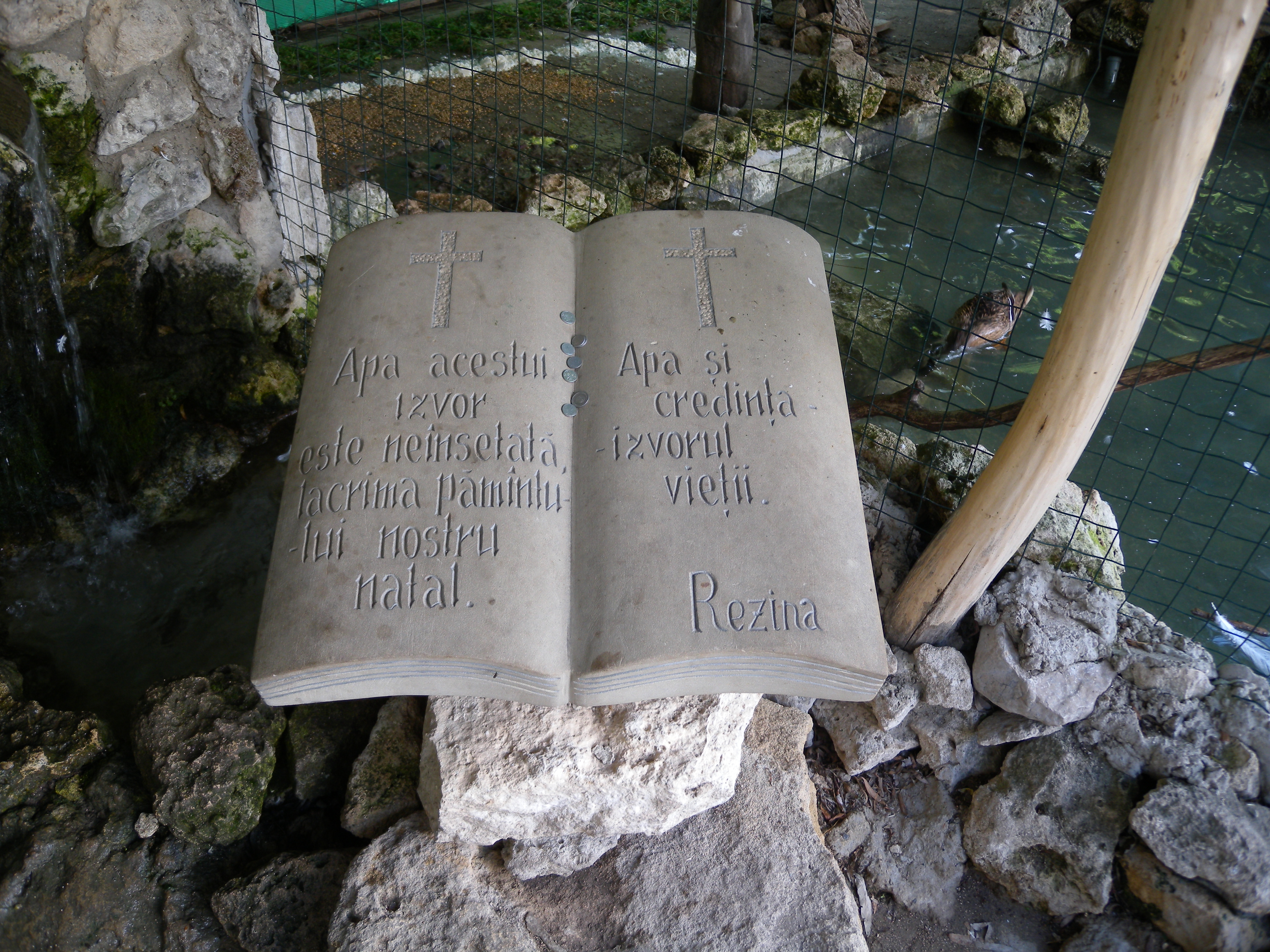
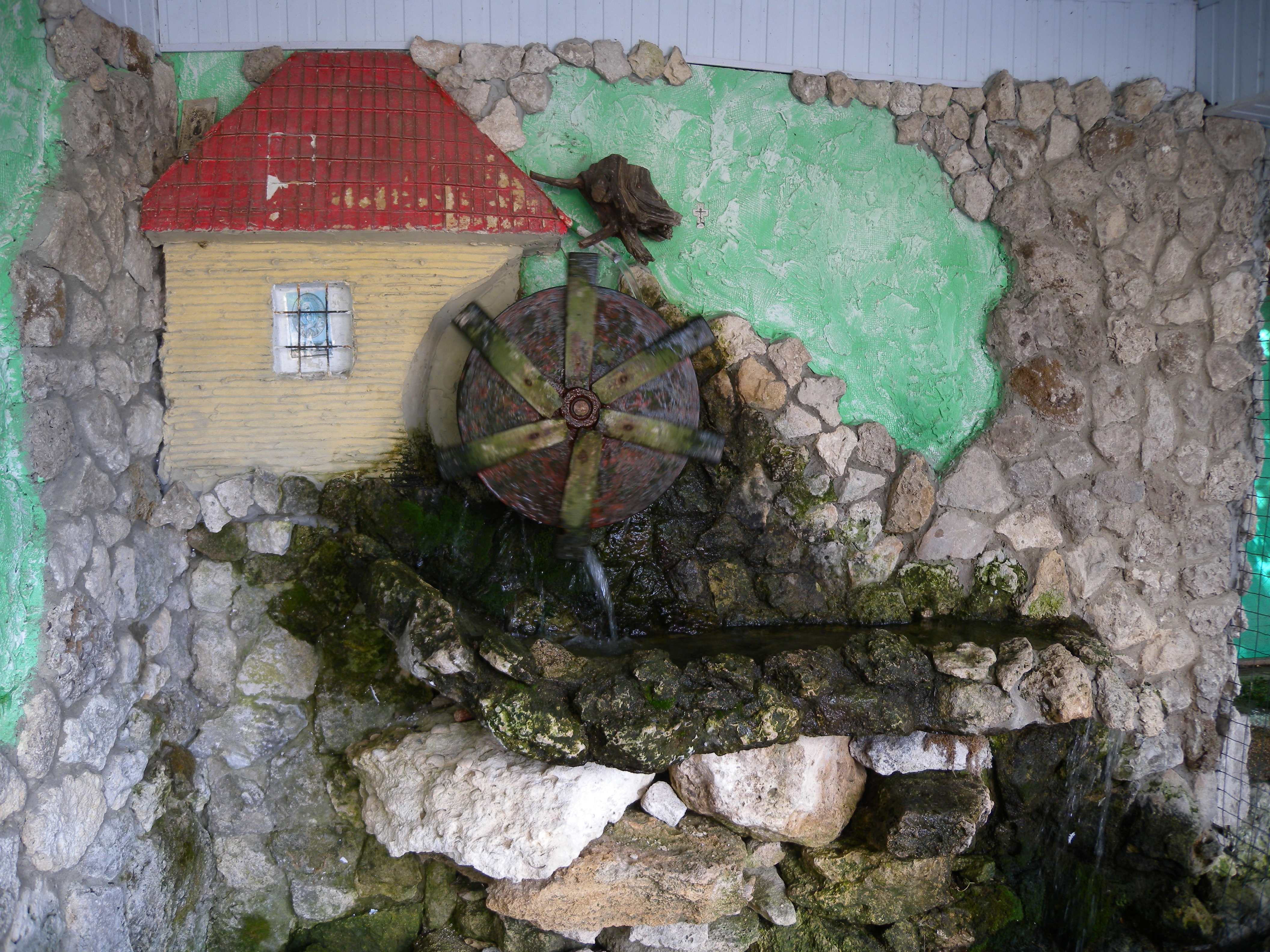
На території монастиря є джерело святої води
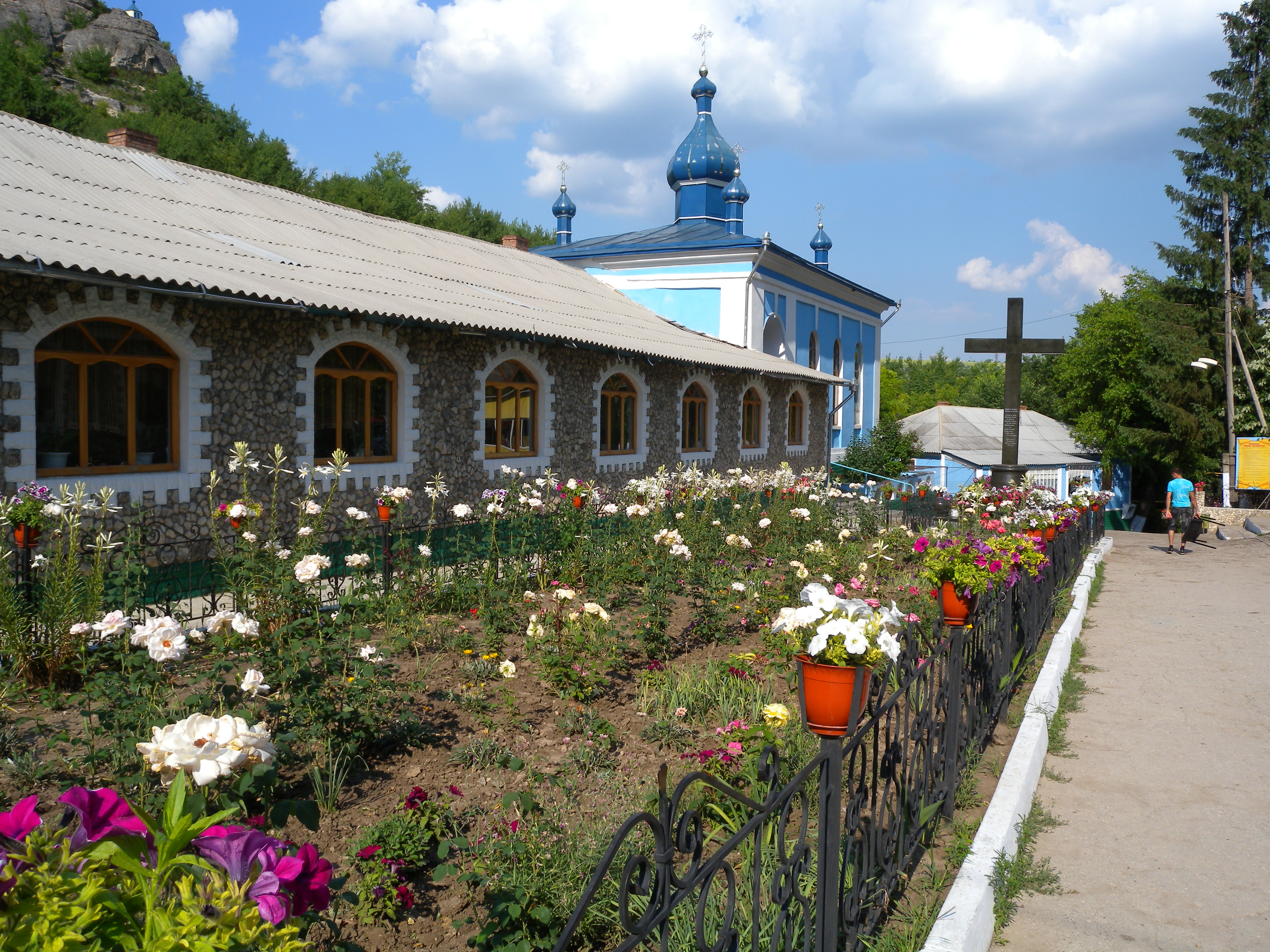
Територія монастирського комплексу
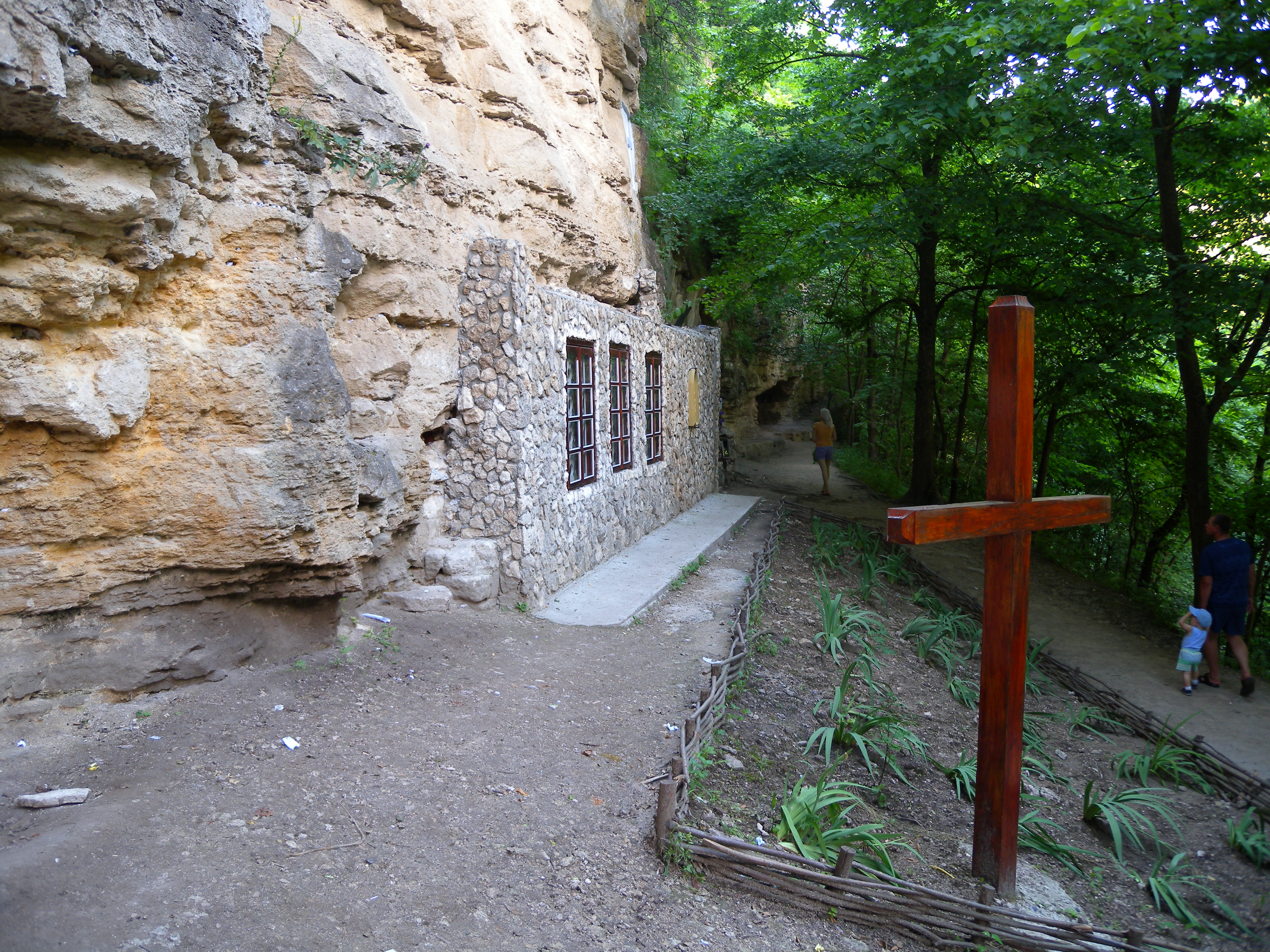
Територія монастирського комплексу
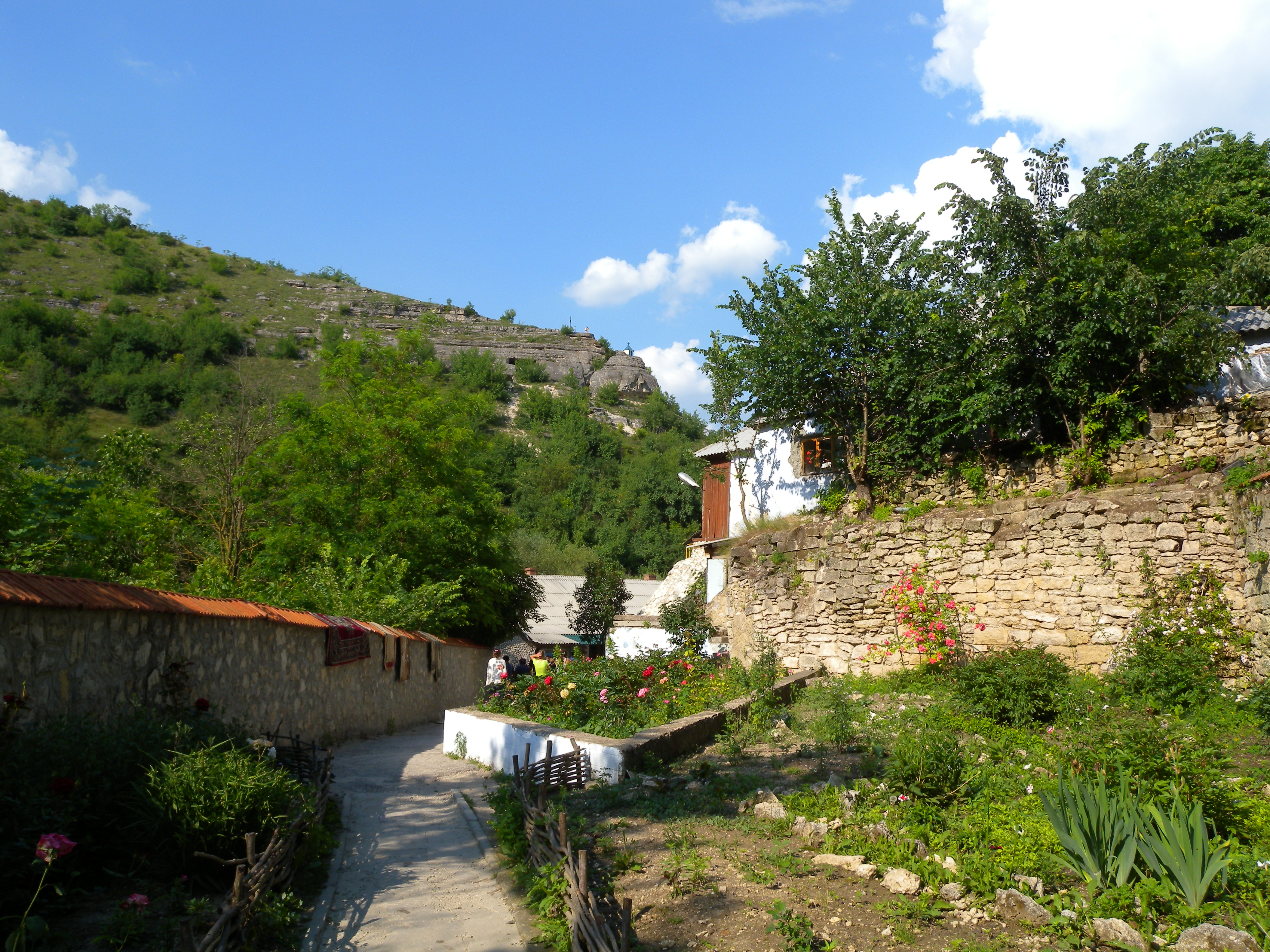
Територія монастирського комплексу
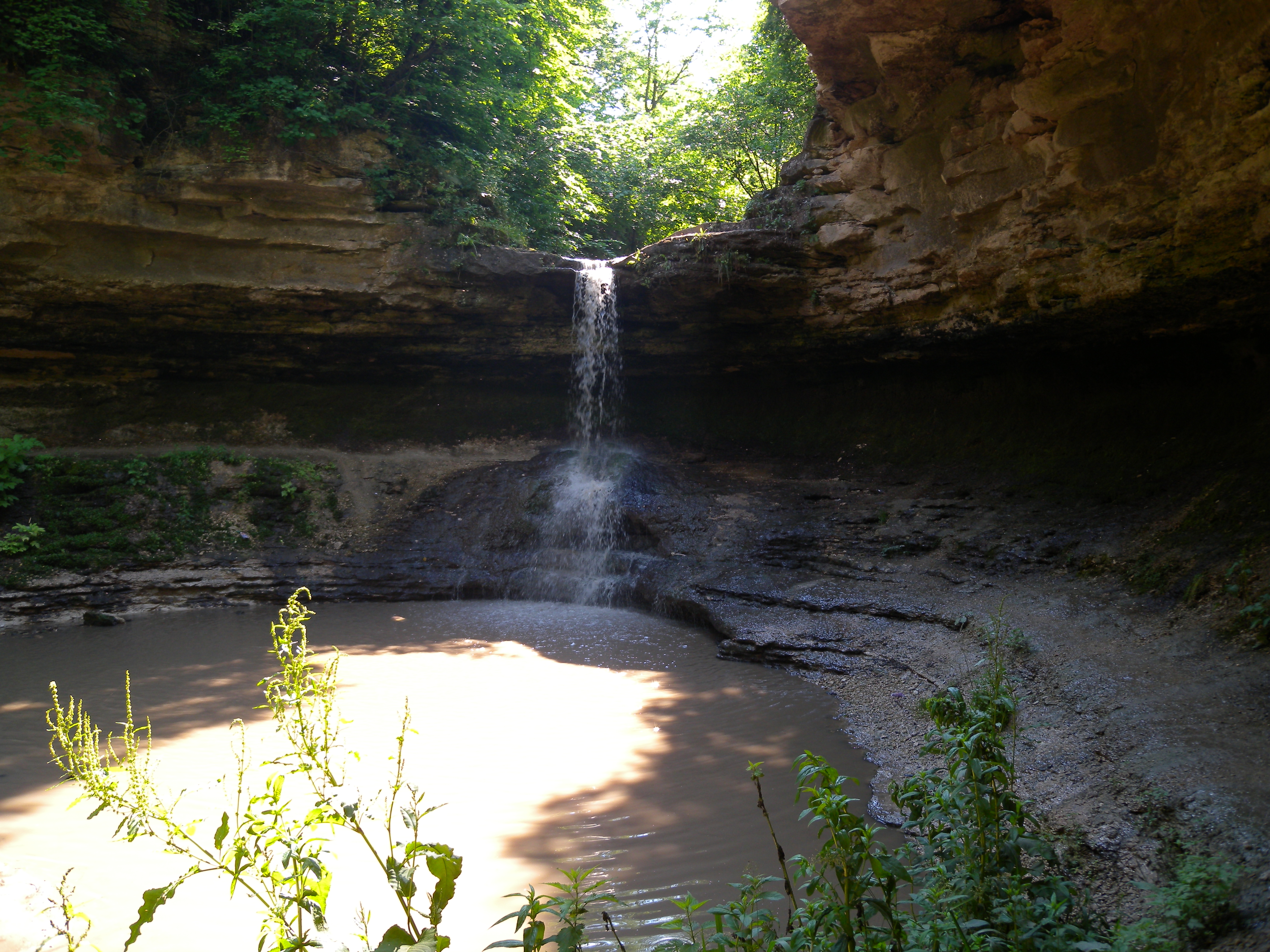
Водоспад
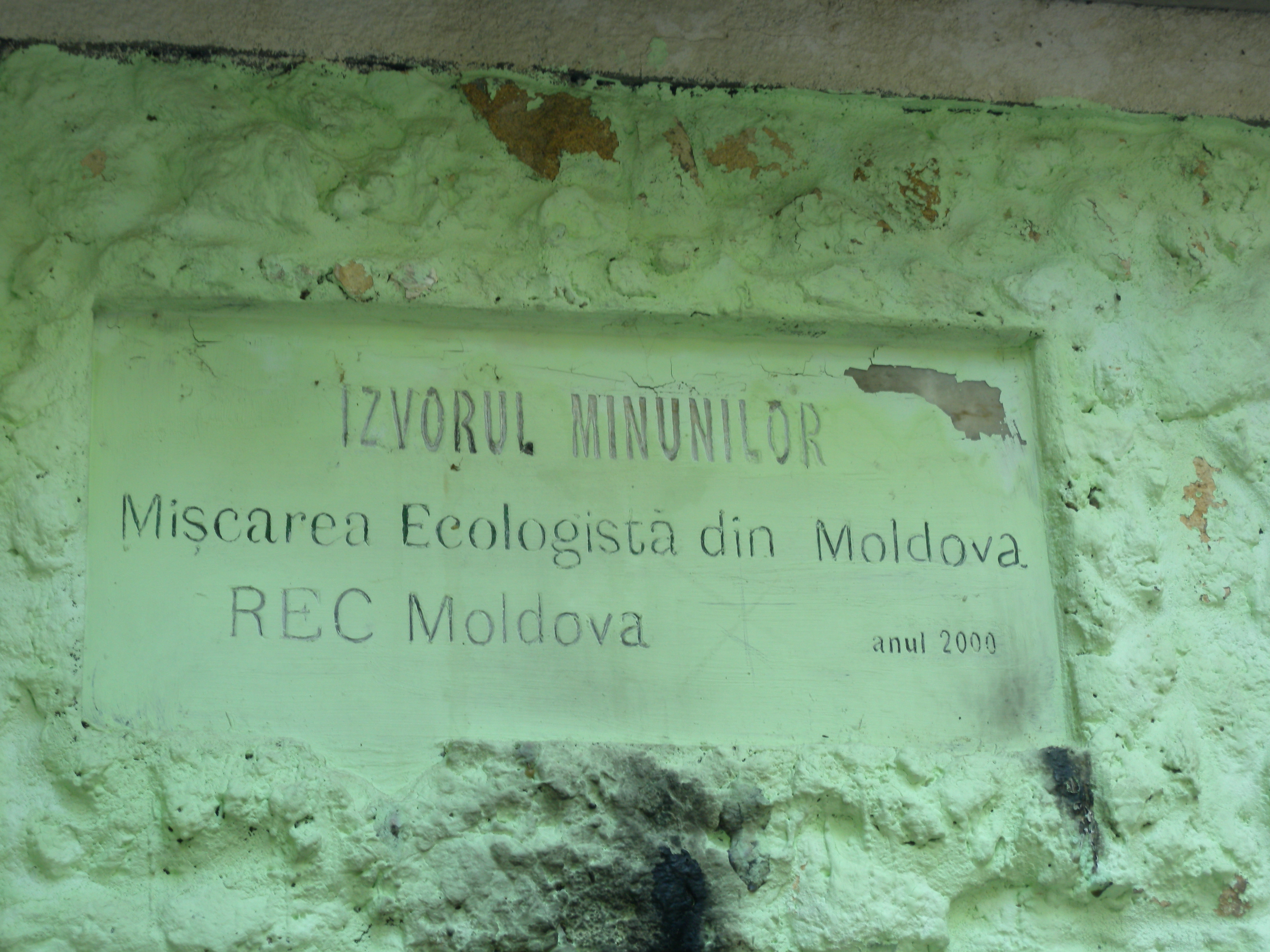
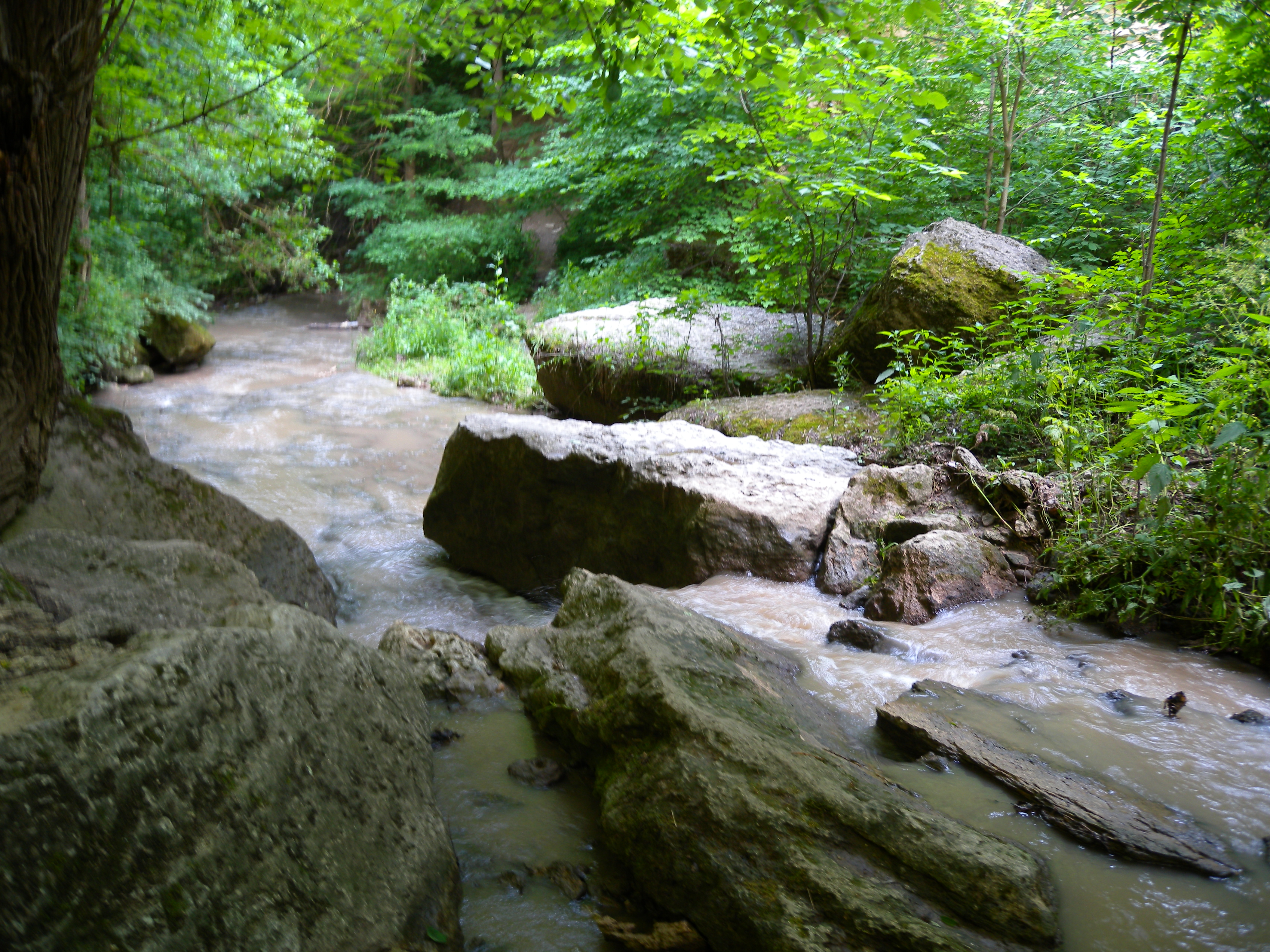
річка Сахарна
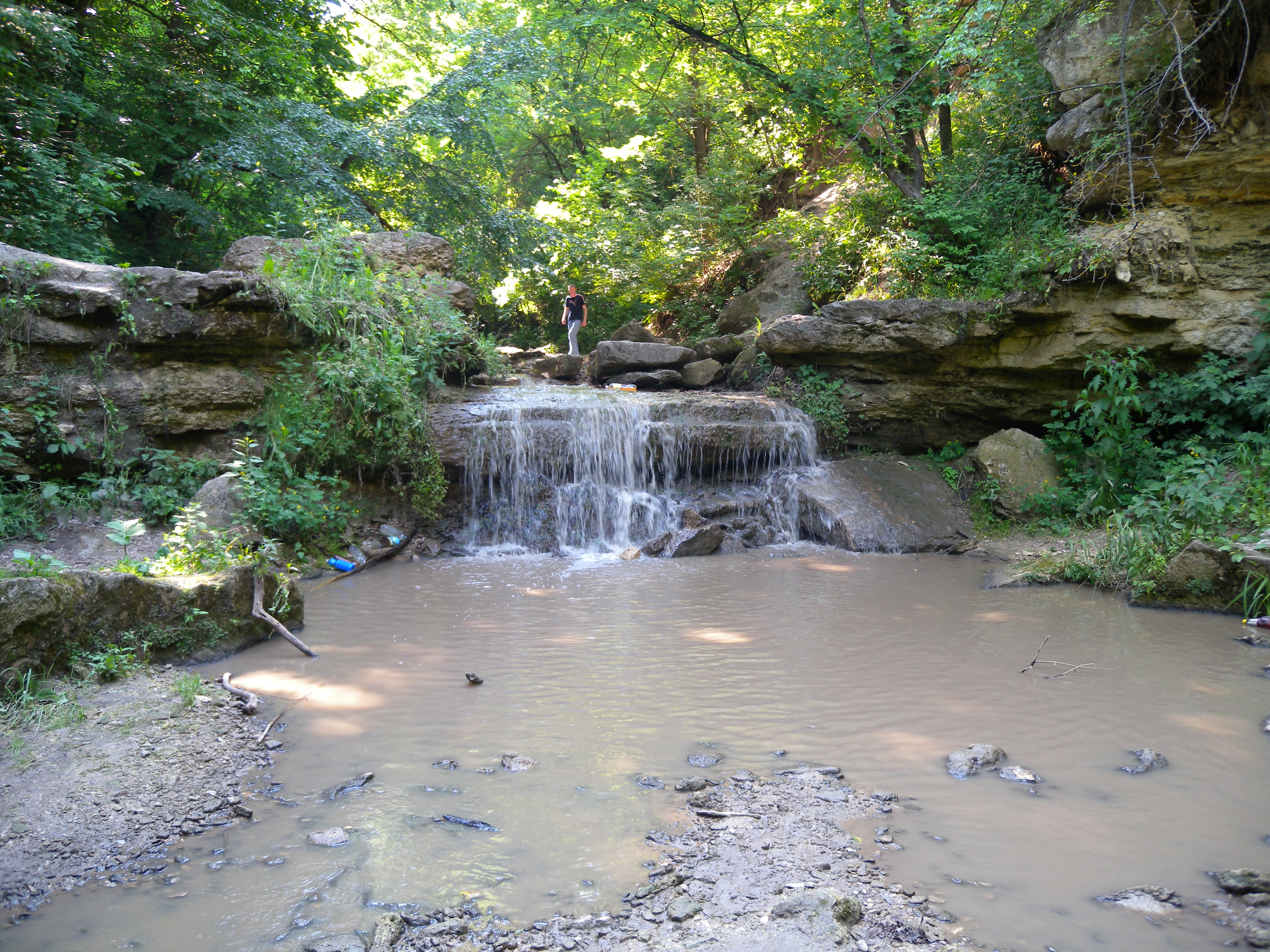
Водоспад
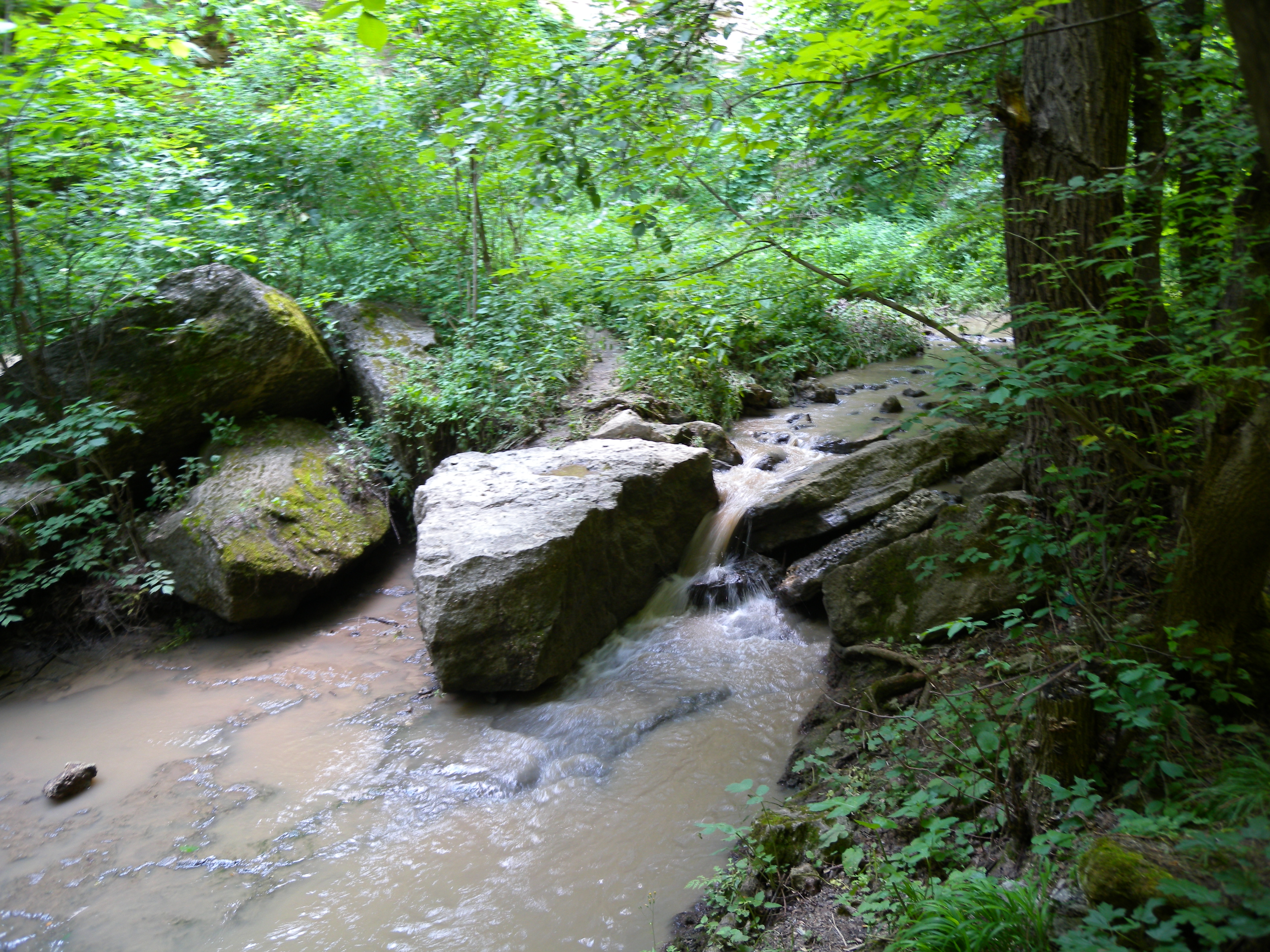
річка Сахарна
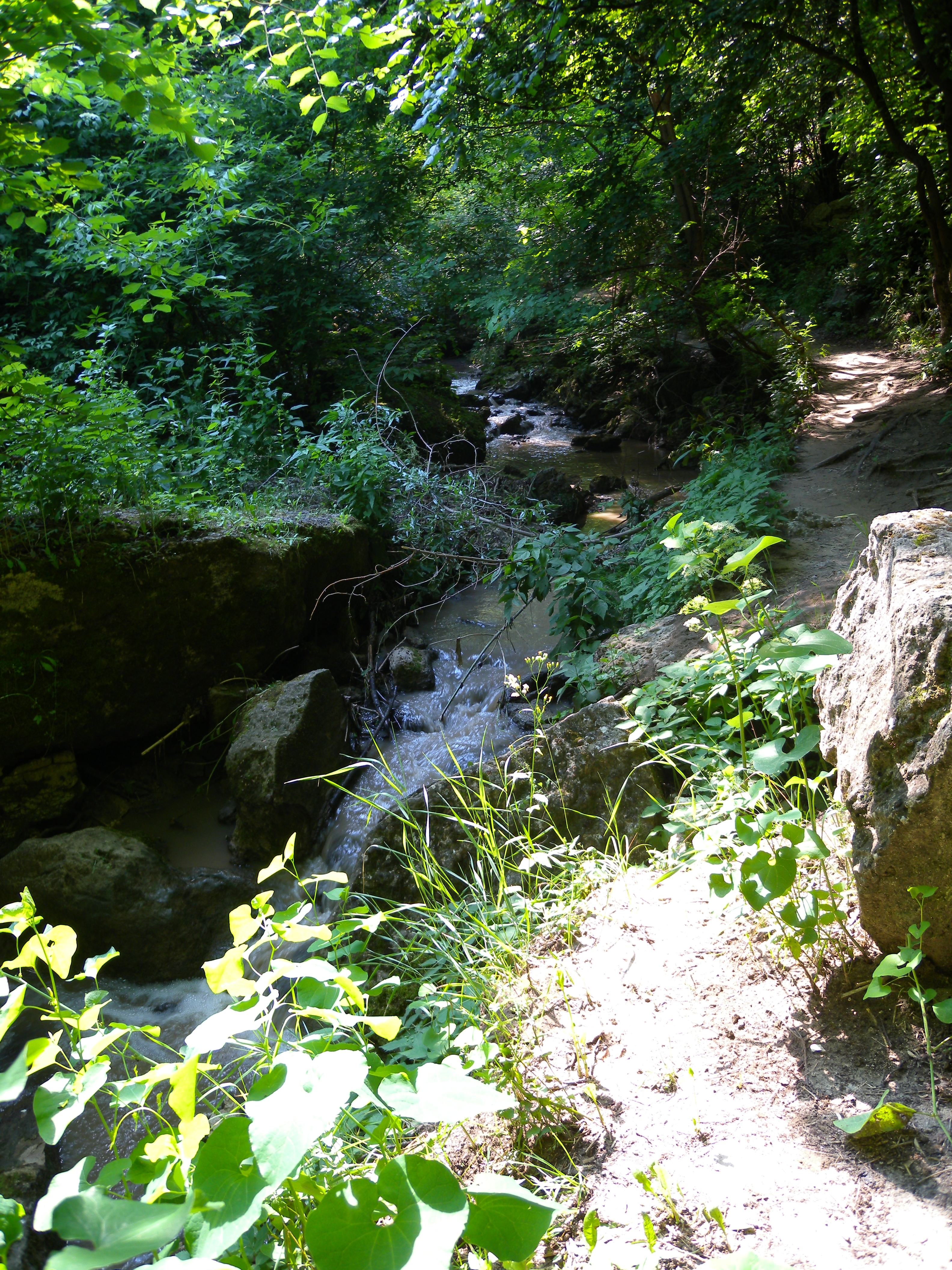
річка Сахарна
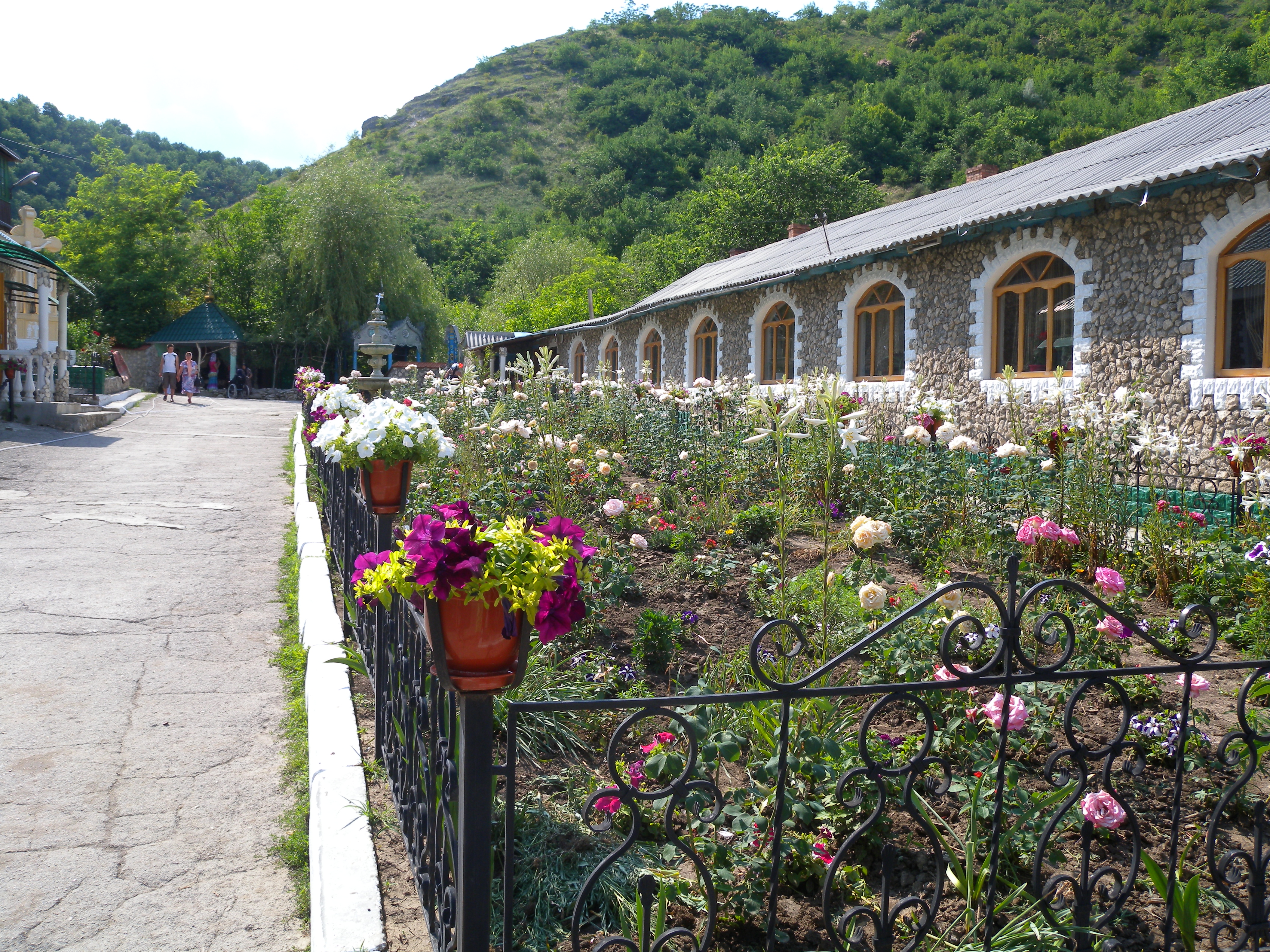
Територія монастирського комплексу
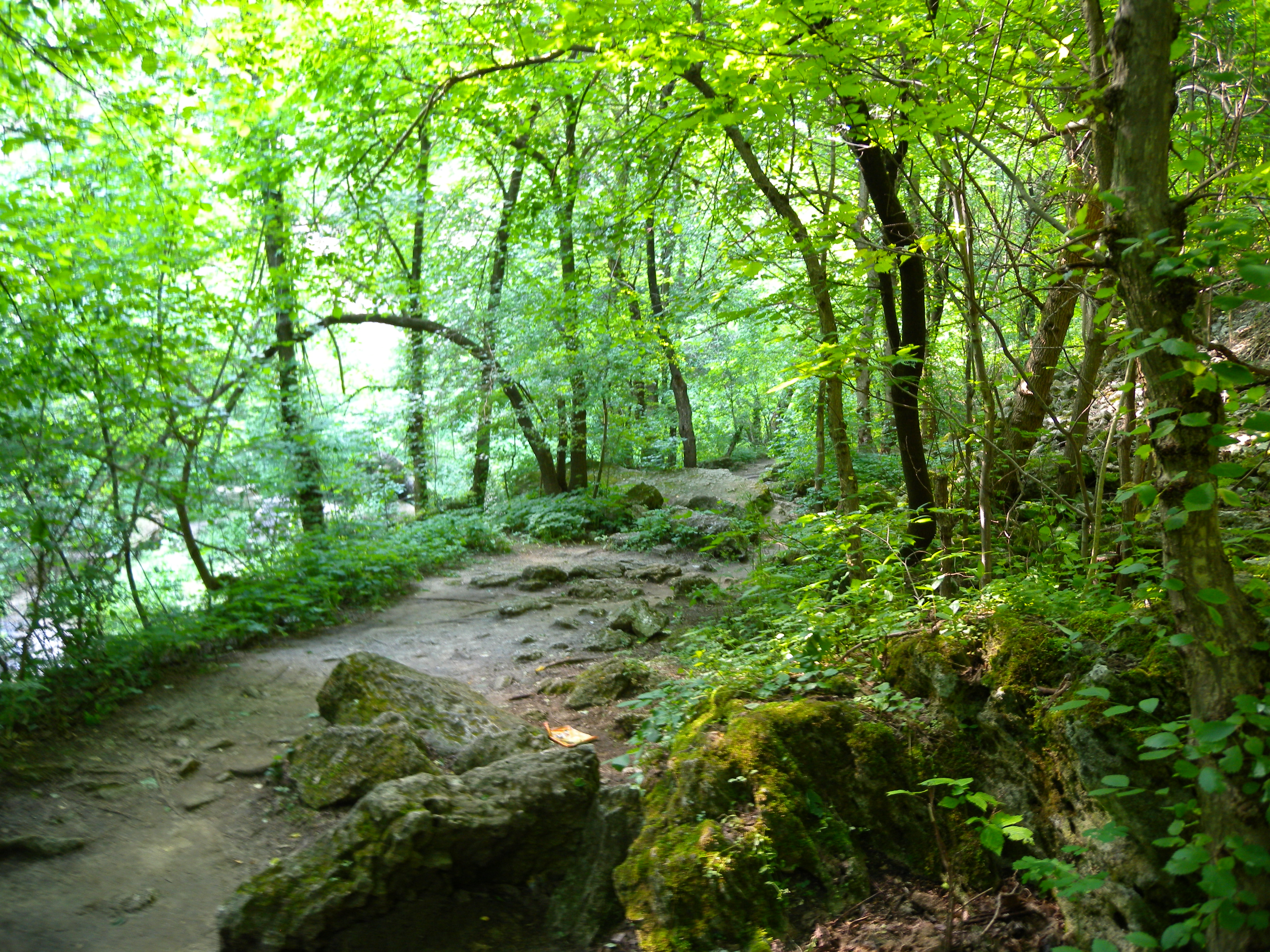
Дорога до водоспаду
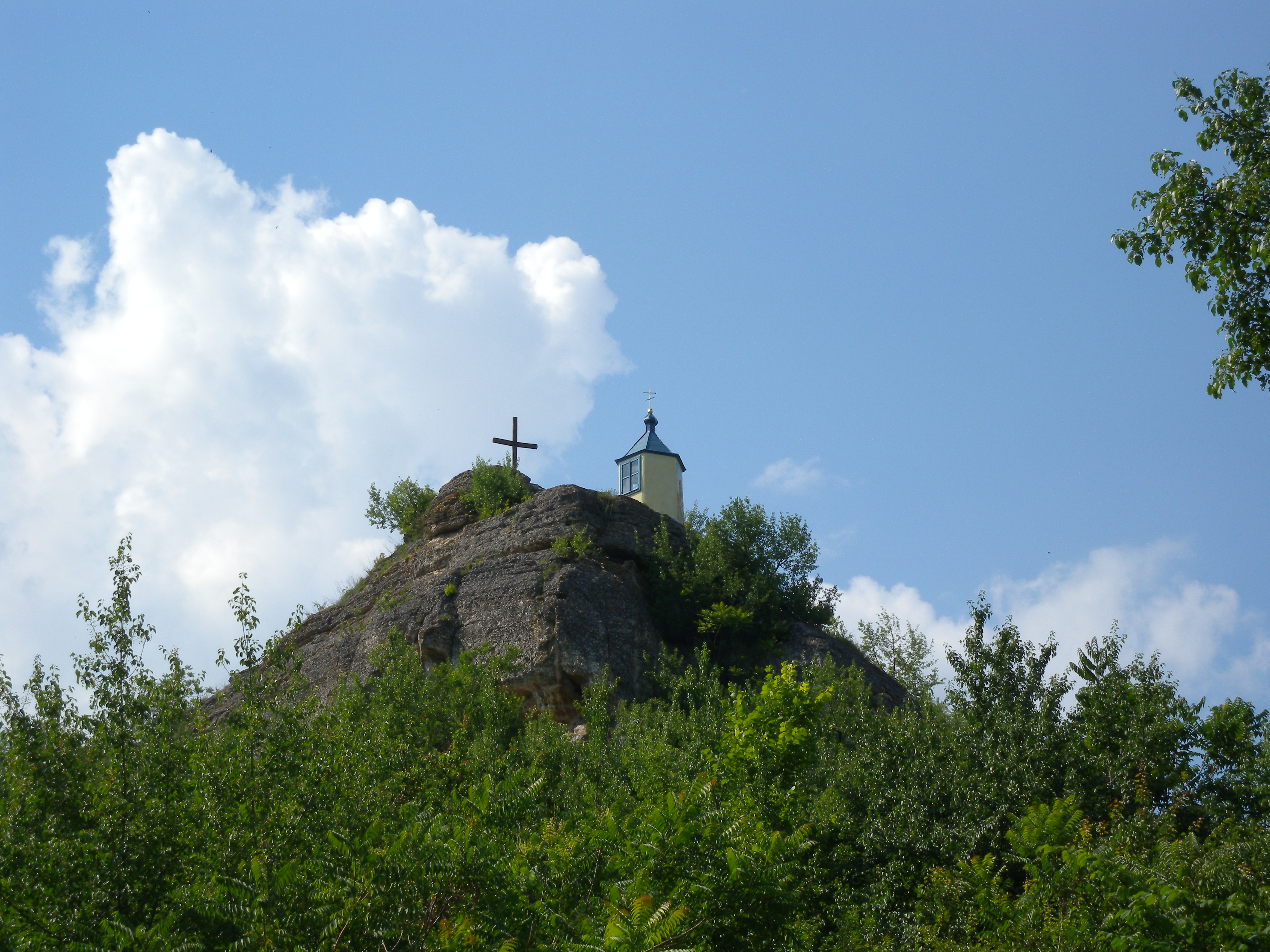
Каплиця
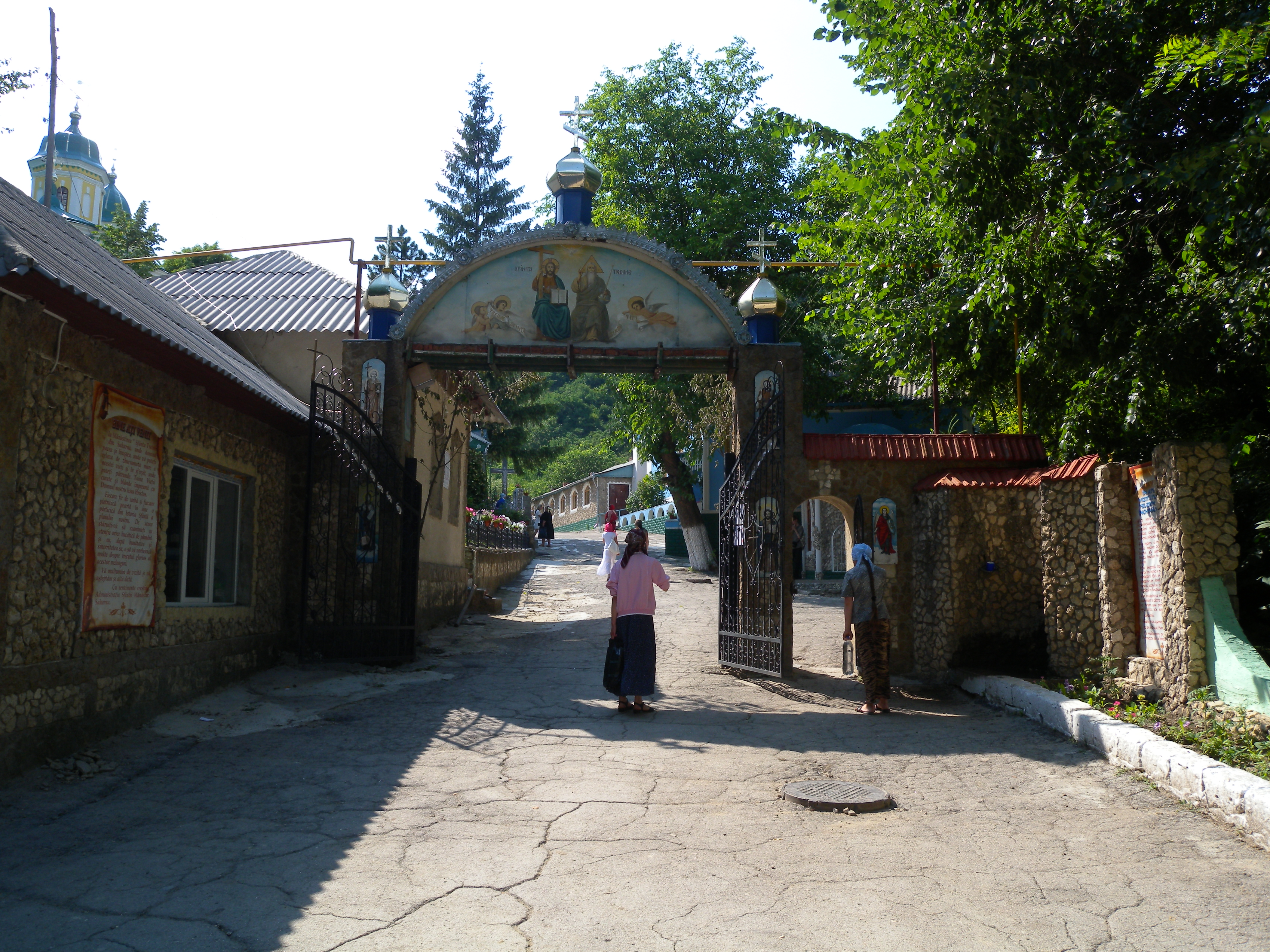
Вхід в монастир
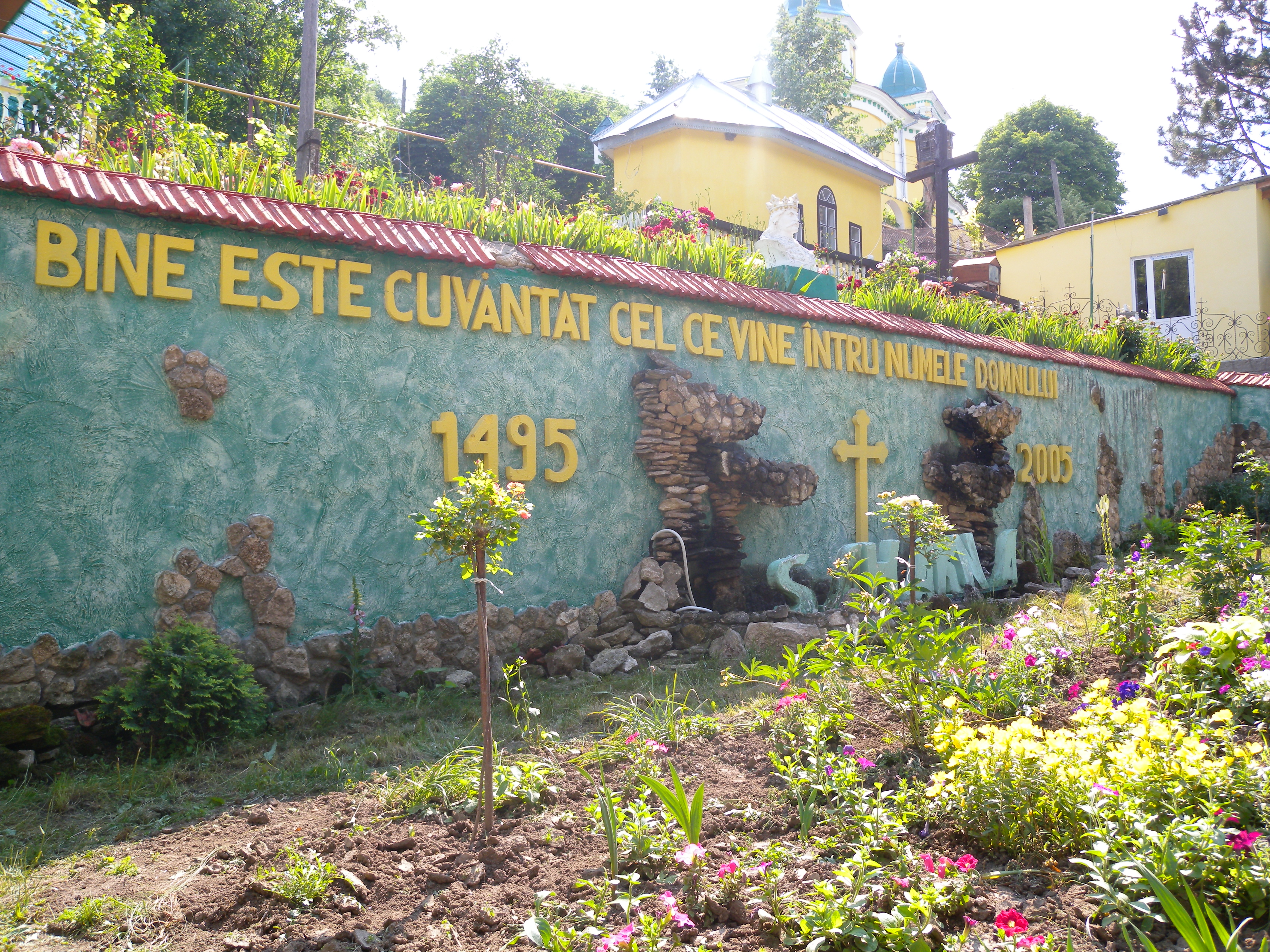
Біля входу в монастир